# Губбенген (станція метро)
59°15′46″ пн. ш. 18°04′55″ сх. д. / 59.262778° пн. ш. 18.081944° сх. д.
«Губбенген» (швед. Gubbängen) — станція Зеленої лінії Стокгольмського метрополітену, обслуговується потягами маршруту Т18.
Станція була відкрита 1 жовтня 1950, у складі черги Слюссен — Гекараньєн.

Відстань від станції Слюссен 6.7 км.
Пасажирообіг станції в будень — 4,400 осіб (2019)

Розташування: Губбенген Седерорт, Стокгольм
Конструкція: відкрита наземна станція з однією прямою острівною платформою

## Операції
| Попередня станція     | Лінія | Лінія     | Лінія | Наступна станція            |
| --------------------- | ----- | --------- | ----- | --------------------------- |
| Таллькруген до Альвік |       | Лінія T18 |       | Гекараньєн до Фарста-странд |